# Agents of Chaos: Hero’s Trial
Agents of Chaos: Hero's Trial (megjelent Agents of Chaos I: Hero's Trial néven is) James Luceno Agents of Chaos kétrészes Csillagok háborúja könyvsorozatának az első része, Az Új Jedirend könyvsorozat negyedik kötete. A könyv 2000. augusztus 1-jén jelent meg a Del Rey Books könyvkiadó gondozásában. A könyv borítóját Rick Berry készítette.
A könyv cselekménye a Yavini csata után 25 évvel játszódik.

## Fordítás
- Ez a szócikk részben vagy egészben  az   Agents of Chaos: Hero's Trial című angol Wikipédia-szócikk ezen változatának fordításán alapul.  Az eredeti cikk szerkesztőit annak laptörténete sorolja fel. Ez a jelzés csupán a megfogalmazás eredetét és a szerzői jogokat jelzi, nem szolgál a cikkben szereplő információk forrásmegjelöléseként.